# Menáhem ben Szaruk
Menáhem ben Szaruk (héberül: מנחם בן סרוק), (Tortosa, 920 körül – 970 körül) középkori zsidó nyelvész.
Menáhem Haszdaj ibn Sáprut tanítványa volt, és ő írta az első teljes héber nyelvű szótárat. Bár a korábbi nyelvtudósokhoz hasonlóan tévesen ő is az úgynevezett egybetűs tövek nézetét vallotta, ennek ellenére műve komoly alkotás. A könyv – melyben Menáhem saját terminológiát alkotott  – nyelvészeti tekintetben is tárgyalja a héber szókincset, és az elemzések során kiterjeszkedett a Biblia-magyarázatra is, ugyanakkor vizsgálta a retorikai és poétikai vonatkozásokat. Nem áll távol a szerzőtől az összehasonlító nyelvészet sem, mert az arab és újhéber egyezéseket is kiemelte. Úgy vélte, hogy korábban a héber nyelv gazdagabb volt, amit szerinte bizonyít, hogy a Bibliában mindössze 15 darab ötbetűs tő van. Sorra vette egy-egy tő változatait, amelyek mást-mást jelentenek. (Például a „c” gyöknek 7-féle értelme van: 1. szárny, repülni; 2. virág, virágzani; 3. veszekedés, veszekedni; 4. hajó; 5. szárazság; 6. egy állatfaj; 7. emlékoszlop. Ezeket a különböző jelentésű és tövű szavakat a ragozásban mindig a „c” betű alapján azonos gyökből származtatta.) Minden tévedése dacára a középkori európai zsidóság sokáig Menáhem művét használta.
Haszdaj ibn Sáprut íratta Menáhemmel József kazár fejedelemhez a híres levelet, hogy a fejedelem írja meg a kazárok zsidó hitre térésének történetét. A király ezt meg is tette.